# Schistochila reflexa
Schistochila reflexa är en bladmossart som först beskrevs av Mont., och fick sitt nu gällande namn av Franz Stephani. Schistochila reflexa ingår i släktet Schistochila och familjen Schistochilaceae. Inga underarter finns listade i Catalogue of Life.